# Księżno (Bisztynek)
Księżno (deutsch Fürstenau) ist ein Ort in der polnischen Woiwodschaft Ermland-Masuren. Er gehört zur Gmina Bisztynek (Stadt- und Landgemeinde Bischofstein) im Powiat Bartoszycki (Kreis Bartenstein).

## Geographische Lage
Księżno liegt in der nördlichen Mitte der Woiwodschaft Ermland-Masuren, 21 Kilometer westlich der früheren Kreisstadt Rößel (polnisch Reszel) bzw. 23 Kilometer südlich der heutigen Kreismetropole Bartoszyce (deutsch Bartenstein).

## Geschichte
Das Gründungsjahr des kleinen Dorfes Fürstenau ist 1366. Im Jahre 1785 wurde der Ort als königliches Dorf mit 24 Feuerstellen erwähnt, 1820 als königliches Bauerndorf mit 27 Feuerstellen bei 138 Einwohnern.
Als 1874 der Amtsbezirk Prossitten (polnisch Prosity) im ostpreußischen Kreis Rößel gebildet wurde, war Fürstenau eines der vier zugehörigen Orte.
253 Einwohner waren im Jahre 1885 in Fürstenau registriert., im Jahre 1910 waren es 258, 1933 betrug ihre Zahl 232 und 1939 noch 213.
In Kriegsfolge wurde 1945 das gesamte südliche Ostpreußen an Polen abgetreten. In diesem Zusammenhang bekam Fürstenau die polnische Namensform „Księżno“ und ist heute eine Ortschaft innerhalb der Stadt- und Landgemeinde Bisztynek (Bischofstein) im Powiat Bartoszycki (Kreis Bartenstein), zwischen 1975 und 1998 der Woiwodschaft Olsztyn, seither der Woiwodschaft Ermland-Masuren zugehörig.

## Kirche
Bis 1945 war Fürstenau in die evangelische Kirche Bischofstein in der Kirchenprovinz Ostpreußen der Kirche der Altpreußischen Union , außerdem in die römisch-katholische Kirche Prossitten (polnisch Prosity) im damaligen Bistum Ermland eingepfarrt.
Księżno gehört heute katholischerseits weiterhin zu Prosity, das nun aber dem Erzbistum Ermland zugeordnet ist. Evangelischerseits gehört das Dorf zur Kirche in Bartoszyce (Bartenstein), einer Filialkirche der Johanneskirche Kętrzyn (Rastenburg) in der Diözese Masuren der Evangelisch-Augsburgischen Kirche in Polen.

## Verkehr
Księżno liegt an einer Nebenstraße, die von Prosity (Prossitten) nach Żardeniki (Scharnigk) führt und damit für das Dorf eine Verbindung zur Woiwodschaftsstraße 593 herstellt. Eine vom Nachbarort Lądek (Landau) herkommende Straße endet in Prosity.
Eine Anbindung an den Bahnverkehr besteht nicht.